# Biblioteca Nacional de São Tomé i Príncipe
La Biblioteca Nacional de São Tomé i Príncipe està situada a São Tomé capital de São Tomé i Príncipe al barri de Náutico. La biblioteca va obrir en 1999. Conserva la Bibliografia Nacional, conté els arxius històrics del país i el banc de tesis i dissertació i és un dipòsit legal. Es troba en una intersecció de dues avingudes, Independência i Nações Unidos, aquesta última en l'ES3.
Era responsable sota el sistema de dipòsit legal, es va crear sota la secció núm. 28684 del 18 de març de 1952, durant el govern colonial. L'estil administratiu estava pendent de renovació. A prop es troba el Liceu Nacional situat prop de l'avinguda 12 de Julho (també com l'Avinguda Marginal / 12 de Julho).

## Història
Abans de la inauguració de la biblioteca nacional, la Biblioteca Municipal de São Tomé era la biblioteca més important de la colònia on es guardaven uns 3.500-5.000 llibres.
Des de la independència, es van afegir nous serveis a l'edifici municipal. Com a resultat, la biblioteca va caure en decadència i més tard es va tancar. Es va dividir entre una institució creada entre el Saló de la Literatura Francisco José Tenreiro i el Centre de Documentació Científica i Tècnica dins de la capital.
Quan els propietaris van reclamar la devolució d'aquest espai a la biblioteca, l'estat va crear el Centre Cultural Francisco José Tenreiro, nomenat així per un dels millors escriptors del país. Es componia de l'única biblioteca pública que treballava al país durant deu anys. En una part dels anys noranta, va començar a portar nous llibres a les capitals de districtes santomencs.
El 1994, l'Assemblea Nacional de São Tomé i Príncipe va planificar una nova biblioteca. La construcció va ser planificada i finançada per la República Popular de la Xina, i es va inaugurar el maig de 2002.